# Fiodorowskij
Fiodorowskij (ros. Фёдоровский) – osiedle typu miejskiego w azjatyckiej części Rosji, we wchodzącym  w skład tego państwa Chanty-Mansyjskim Okręgu Autonomicznym - Jugrze, położonym na zachodniej Syberii.
Osada liczy 20.292 mieszkańców (1 stycznia 2010 r.), głównie Rosjan i innych europejskich osadników. Niewielki udział w populacji miasta mają też rdzenni mieszkańcy Okręgu - Chantowie i Mansowie.